# Молекуларни часовник
Молекуларни часовник је израз за технику која користи брзину мутације биомолекула да би се закључило време у праисторији када су се два или више облика живота разишла. Биомолекуларни подаци који се користе за такве прорачуне су обично нуклеотидне секвенце за ДНК, РНК или секвенце аминокиселина за протеине. На основу ових прорачуна научници су сагласни да су се рани облици живота заснивали на најближем сроднику ДНК, а то је РНК, и додају да се ДНК и РНК могу понашати на неочекивано, нови и до сада необјашњен начин.

## Рана открића и еквигенетечичка дистанца
Појам постојања такозваног  молекуларног часовника припиује се Емилу Зукеркандлу и Линусу Полингу који су 1962. године приметили да се број разлика у аминокиселинама хемоглобина између различитих линија мења отприлике линеарно са временом, како је процењено из фосилни докази.  Они су генерализовали ово запажање да би потврдили да је стопа еволуционих промена било ког специфицираног протеина била приближно константна током времена и у различитим линијама (тако је настала хипотеза о молекуларном часовнику).
Феномен генетске еквидистанце први пут је приметио Емануел Марголиаш 1963. године, који је написао: 
„Изгледа да је број разлика у остацима између цитохрома ц било које две врсте углавном условљен временом које је протекло од еволутивних линија које су довеле до ове две врсте првобитно. Ако је ово тачно, цитокром ц свих сисара треба да буде подједнако различит С обзиром да се риба одваја од главног стабла еволуције кичмењака раније од птица или сисара, цитокром ц и сисара и птица треба да се подједнако разликује од цитокрома ц код риба треба да се подједнако разликује од протеина квасца.“
На пример, разлика између цитохрома ц шарана и жаба, корњача, пилића, зеца и коња је врло константна и износи 13% до 14%. Слично томе, разлика између цитокрома ц бактерије и квасца, пшенице, мољца, туне, голуба и коња креће се од 64% до 69%. Заједничи рад Емила Зуцкеркандла и Линуса Паулинга, резултовао је генетском еквидистанцом која је директно довела до формалне постулације хипотезе о молекуларном счасовнику почетком 1960-их.
Слично наведеним истраживачима, Винцент Сарихи Ален Вилсон су 1967. демонстрирали да молекуларне разлике међу модерним приматима у протеинима албумина показују да је дошло до приближно константних стопа промена у свим линијама које су проциенили. Основна логика њихове анализе укључивала је препознавање, односно да ако је једна лоза врсте еволуирала брже од лозе сестринских врста од њиховог заједничког претка, онда би молекуларне разлике између вангрупе (удаљеније сродне) врсте и врста које се брже развијају требале бити веће ( пошто би се на тој линији акумулирало више молекуларних промена) од молекуларних разлика између врста ван групе и врста које се спорије развијају. Овај метод је познат као тест релативне стопе. У Сариховом и Вилсоновом раду се, наводи као пример, да имунолошке унакрсне реакције албумина код човека (Homo sapiens)  и шимпанзе (Pan troglodytes) сугеришу да су приближно подједнако различите од врсте  Ceboidea (New World Monkey) мајмуна  (у оквиру експерименталне грешке). То је значило да су обе врсте акумулирали приближно једнаке промене у албумину од њиховог заједничког претка. Овај образац је такође пронађен за сва поређења примата која су тестирали. Ово је навело Сарицха и Вилсона да тврде да се дивергенција човека и шимпанзе вероватно догодила пре ~4-6 милиона година.